# St. Helena (Schrotzhofen)

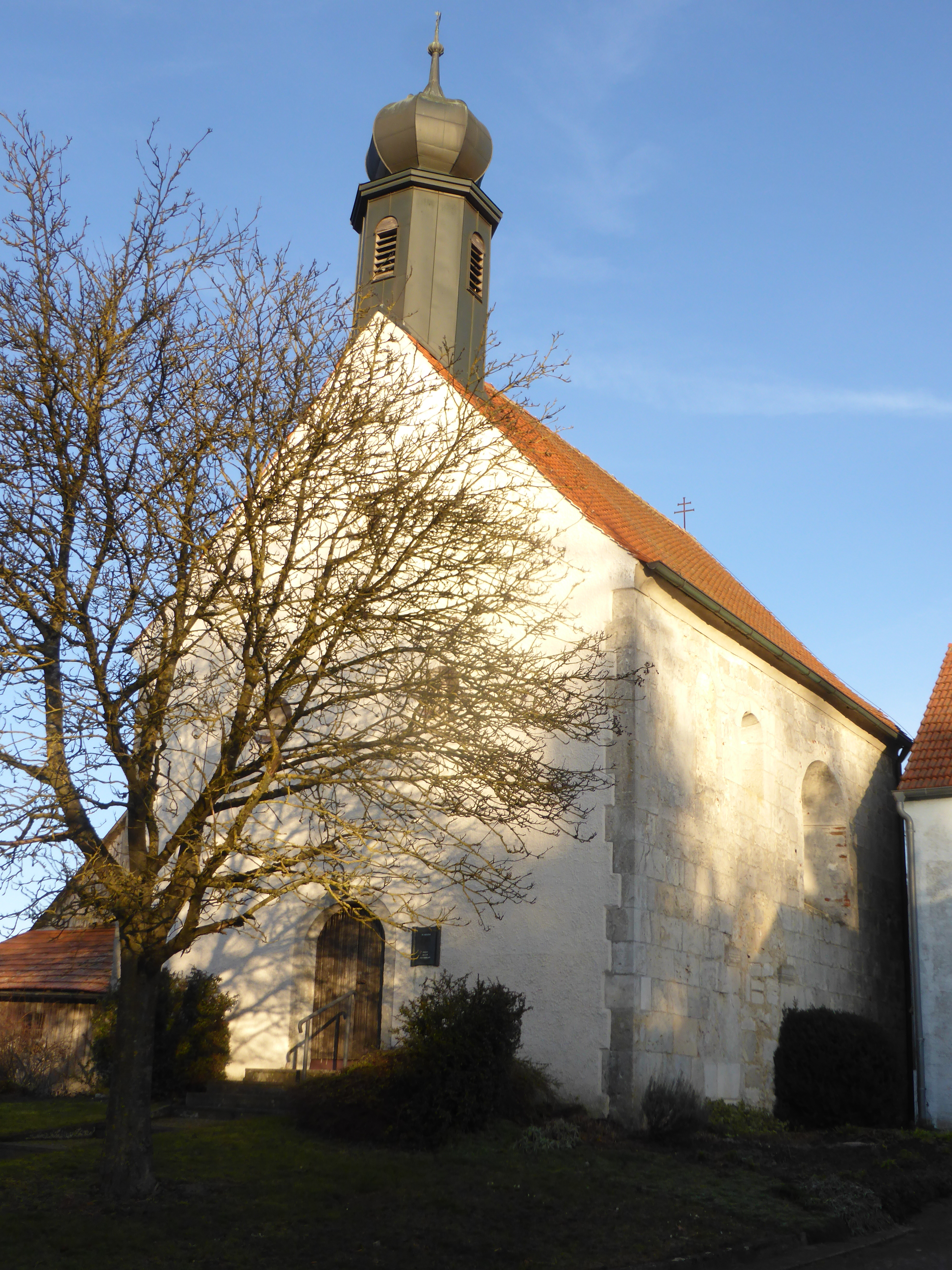
St. Helena (Schrotzhofen)

Die römisch-katholische, denkmalgeschützte Filialkirche St. Helena steht auf dem Burgstall Schrotzhofen in Schrotzhofen, einem Gemeindeteil des Marktes Beratzhausen im Landkreis Regensburg der Oberpfalz. Sie ist dem Bistum Regensburg zugeordnet. Das Bauwerk ist unter der Denkmalnummer D-3-75-118-37 als Baudenkmal in die Bayerische Denkmalliste eingetragen.

## Beschreibung
Die romanische Saalkirche wurde um 1200 aus Quadermauerwerk und ist bis auf die Fassade im Westen unverputzt. Sie besteht aus einem Langhaus und einer eingezogenen, halbrunden Apsis im Osten. Aus dem Satteldach des Langhauses erhebt sich im Westen ein achteckiger Dachreiter, der den Glockenstuhl beherbergt und der mit einer Zwiebelhaube bedeckt ist. 
Der Innenraum des Langhauses ist mit einer Flachdecke überspannt. Zur Kirchenausstattung gehört ein Hochaltar aus der zweiten Hälfte des 17. Jahrhunderts, der mit Knorpelwerk verziert ist und auf dessen Altarretabel die heilige Helena dargestellt ist.